# احسان گنجی
احسان گنجی (زاده ۱۱ دی ۱۳۵۷ در دهدشت (روستای طولیان) شهرستان کهگیلویه، کارتونیست، روزنامه‌نگار و وبلاگ‌نویس ایرانی است. وی پیش از کار در رشتۀ کاریکاتور در زمینه ادبیات داستانی فعالیت‌ها و موفقیت‌هایی داشته و از سال ۱۳۸۰ کاریکاتور را به صورت حرفه‌ای دنبال کرده‌است. احسان گنجی تاکنون در ده‌ها جشنواره و نمایشگاه کاریکاتور بین‌المللی شرکت داشته و مقام‌های گوناگونی به دست آورده‌است. او با چندین روزنامه ازجمله روزنامه شهروند، روزنامه شرق، روزنامه اعتماد، ابتکار، مغرب و ماهنامه‌های خط‌خطی، کیهان کاریکاتور و طنز و کاریکاتور و نیز با وبگاه‌های خبری همکاری داشته‌است.

## جوایز
- جایزه اول جشنواره داستان‌نویسی دانش‌آموزان کشور، سال ۱۳۷۶
- جایزه دوم جشنواره داستان‌نویسی دانشجویان فنی کشور، سال ۱۳۷۹
- جایزه دوم هفتمین دوره جشنواره سراسری کاریکاتور احسان با موضوع مصرف برق
- جایزه اول جشنواره کاریکاتور دانشجویان فنی کشور، سال ۱۳۸۲
- جایزه سوم جشنواره بین‌المللی لهستان با موضوع زن، سال ۲۰۰۶[۲]
- برگزیده جشنواره لنگ مو چین، سال ۲۰۰۵[۳]
- جایزه اول سومین جشنواره سراسری هنرهای تجسمی حوزه هنری با موضوع فرهنگ شهروندی[۴]
- برگزیده نخستین جشنواره کاریکاتور دریایی کشور سال ۱۳۸۴[۵]
- جایزه ویژه جشنواره لیندسی آواردز استرالیا با موضوع غذا، سال ۲۰۰۵
- جایزه سوم جشنواره بین‌المللی تبریز با موضوع پادشاهان، سال ۲۰۰۷[۶]
- جایزه دوم جشنواره سراسری کاریکاتور هنرجوان با موضوع کتاب
- منتخب ۳۷مین جشنواره کاریکاتور پراسیکابای برزیل[۷]
- برنده جایزه ویژه ۱۶امین جشنواره بین‌المللی کارتون ضد جنگ KRAGUJEVAC صربستان[۸]
- جایزه اول جشنواره سراسری حوزه هنری با موضوع شهروند، سال ۱۳۹۱
- جایزه ویژه جشنواره بین‌المللی تهران با موضوع معضلات شهری، سال ۱۳۸۹[۹]
- جایزه ویژه دهمین جشنواره بین‌المللی دیوگنس تابورا[۱۰]
- جایزه اول جشنواره کاریکاتور سراسری بوم برکت با موضوع فرهنگ شهروندی، سال ۱۳۹۱[۱۱]